# 226 (عدد)
226 هو عدد صحيح  طبيعي بين 225 و227

## في الرياضيات

### خصائص
- 226 عدد زوجي
- 226 عدد ناقص
- 226 عدد مضلعي (39 أضلاع-...)